# 四均三甲苯二铁
四均三甲苯二铁是一种有机铁化合物，化学式为Fe2(C6H2(CH3)3)4。它是红色、对空气敏感的固体，可用于制备其它铁配合物。它具有中心对称的结构。它是路易斯酸，可以和碱形成加合物，如Fe(C6H2(CH3)3)2py2。它可以通过卤化亚铁和均三甲基溴的格氏试剂的反应制得：
2 FeCl2  +  4 BrMgC6H2(CH3)3   →   Fe2(C6H2(CH3)3)4  +  2  MgBrCl